# Crocidura harenna
Crocidura harenna  es una especie de musaraña de la familia de los sorícidos.

## Distribución geográfica
Crocidura harenna  es una especie endémica de Etiopía.

## Estado de conservación
Sus principales amenazas son la expansión agraria, el sobrepastoreo, la recogida de leña y los incendios forestales.